# Джанерян Карлос Гургенович

Джанеря́н Карло́с Гурге́нович (вірм. Կառլոս Ջաներյան; 10 травня 1932) — вірменський радянський боксер, фіналіст чемпіонату Європи (1955). Майстер спорту СРСР (1954), Заслужений тренер Вірменської РСР (1970).

## Біографія
Народився 10 травня 1932 року в місті Ленінакані Вірменської РСР.
На чемпіонаті Європи з боксу 1955 року в Західному Берліні вийшов у фінал змагань, де поступився полякові Збігневу Петшиковському.
По закінченні спортивної кар'єри у 1961 році, працював в управлінні карного розшуку МВС (1962–1967), у Спорткомітеті Вірменської РСР (1967–1977, 1986–1996). З 1996 по 2007 роки викладав у Вірменському державному інституті фізичної культури, доцент.